# Bojan (miejscowość)
Bojan (bułg. Боян) – wieś w Bułgarii, w obwodzie Szumen, w gminie Wenec. W 2024 roku liczyła 579 mieszkańców.